# Fluxo de consciência (psicologia)
O fluxo da consciência é uma metáfora que descreve como os pensamentos parecem fluir através da mente consciente. Pesquisas demonstraram que apenas experimentamos um evento mental de cada vez como um fluxo mental veloz. O termo foi cunhado por Alexander Bain, em 1855, na primeira edição de The Senses and the Intellect, quando ele escreveu: "A simultaneidade de sensações em um fluxo de consciência comum (na mesma via cerebral) permite associar aquelas de diferentes sentidos tão prontamente quanto as sensações do mesmo sentido" (p. 359). O termo apareceu também descrito por George Henry Lewes, mas é William James, considerado o pai da psicologia americana, que é frequentemente creditado como tendo conceituado o uso moderno de "fluxo de consciência" em seu Os Princípios de Psicologia de 1890. A gama completa de pensamentos — dos quais se pode estar consciente — pode formar o conteúdo desse fluxo. 

## Budismo
Escrituras budistas iniciais descrevem o "fluxo da consciência" (páli; viññāna-sota), onde é chamado de corrente mental. A prática da atenção plena, que consiste em estar consciente momento a momento da própria experiência consciente subjetiva ajuda a experimentar diretamente o "fluxo da consciência" e a cultivar gradualmente o autoconhecimento e a sabedoria. Os ensinamentos budistas descrevem o fluxo contínuo da “corrente de eventos mentais e materiais” que inclui experiências sensoriais (isto é, ver, ouvir, cheirar, degustar, sensações de toque ou um pensamento relacionado ao passado, presente ou futuro), bem como vários eventos mentais gerados, a saber, sentimentos, percepções e intenções/comportamentos. Esses eventos mentais também são descritos como influenciados por outros fatores, como apegos e condicionamentos passados. Além disso, a manifestação momento a momento da "corrente da consciência" é descrita como sendo afetada por leis físicas, leis biológicas, leis psicológicas, leis volitivas e leis universais. 

## Proponentes
Em suas palestras, por volta de 1838 a 1839, Sir William Hamilton, 9º Baronete, descreveu o "pensamento" como "uma série de atos indissoluvelmente conectados"; isso ocorre por causa do que ele afirmou ser uma quarta "lei do pensamento" conhecida como "lei da razão e consequente" : 
"O significado lógico da lei da Razão e Consequente reside nisso: - que, em virtude dela, o pensamento é constituído por uma série de atos, todos indissoluvelmente conectados; cada um necessariamente inferindo o outro" (Hamilton 1860: 61-62).
Nesse contexto, as palavras "necessariamente inferir" são sinônimos de "implicar". Em uma discussão mais aprofundada, Hamilton identificou "a lei" com modus ponens; assim, o ato de "necessariamente inferir" destaca o consequente com o objetivo de se tornar o antecedente (próximo) de uma "cadeia" de inferências conectadas. 
William James afirma a noção da seguinte maneira: 
"A consciência, então, não parece cortada em pedaços. Palavras como "cadeia" ou "trem" não a descrevem adequadamente, já que se apresentaria em primeira instância. Não é nada articulado; ela flui. Um 'rio' ou um 'córrego' são as metáforas pelas quais é mais naturalmente descrita. Ao falar sobre isso daqui em diante, chamemos de fluxo de pensamento, de consciência ou de vida subjetiva. (James 1890: 239)
Ele era extremamente cético em relação ao uso da introspecção como uma técnica para entender o fluxo da consciência. "A tentativa de análise introspectiva nesses casos é como pegar um pião para captar seu movimento ou tentar ligar o gás [da lâmpada de luz] rápido o suficiente para ver como a escuridão se parece". No entanto, a separação epistemológica de dois níveis de análise parece ser importante para entender sistematicamente o "fluxo de consciência".
Bernard Baars desenvolveu a Teoria do Espaço de Trabalho Global, que tem alguma semelhança com o fluxo da consciência. 
A compreensão conceitual do que se entende por "momento presente", "passado" e "futuro" pode ajudar a entender sistematicamente o "fluxo de consciência".

## Crítica
Susan Blackmore desafiou o conceito de fluxo de consciência. "Quando digo que a consciência é uma ilusão, não quero dizer que a consciência não exista. Quero dizer que a consciência não é o que parece ser. Se parece ser um fluxo contínuo de experiências ricas e detalhadas, acontecendo uma após a outra a uma pessoa consciente, essa é a ilusão". No entanto, ela também diz que uma boa maneira de observar o "fluxo da consciência" pode ser acalmar a mente na meditação. Também foram feitas sugestões sobre a importância de separar "dois níveis de análise" ao tentar entender o "fluxo de consciência".

## Técnica literária
Na literatura, a escrita do fluxo da consciência é um dispositivo literário que busca retratar o ponto de vista de um indivíduo, dando o equivalente escrito aos processos de pensamento do personagem, seja em um monólogo interior frouxo ou em conexão com suas reações sensoriais a ocorrências externas. O fluxo de consciência como dispositivo narrativo está fortemente associado ao movimento modernista. O termo foi aplicado pela primeira vez em um contexto literário, transferido da psicologia, em The Egoist, em abril de 1918, por May Sinclair, em relação aos primeiros volumes da sequência de romance Pilgrimage de Dorothy Richardson. Entre outros romancistas modernistas que o usaram estão James Joyce em Ulysses (1922) e William Faulkner em The Sound and the Fury (1929).